# Eric VI di Danimarca
Eric VI Menved (1274 – 13 novembre 1319) fu re di Danimarca dal 1286 al 1319.

## Biografia

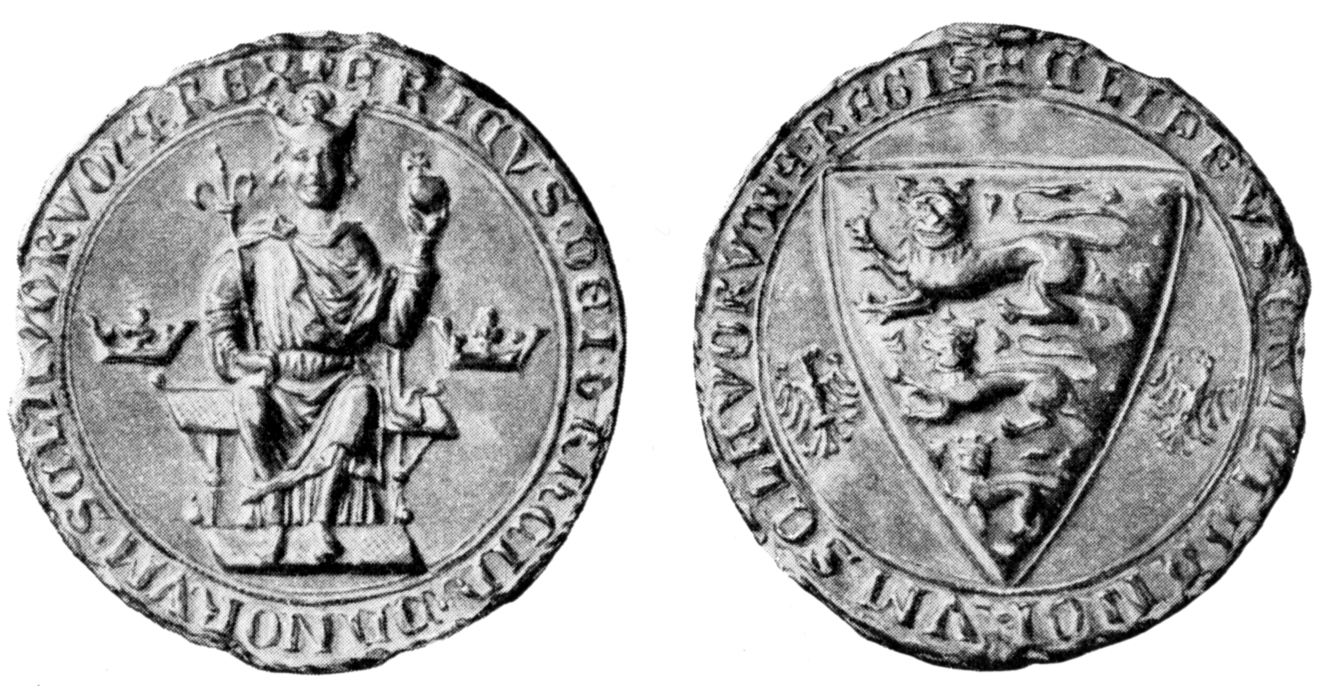
Sigillo di Eric VI di Danimarca

Figlio di Re Eric V e di Agnese di Brandeburgo, divenne re a seguito dell'assassinio del padre. Sposò nel 1296 Ingeborg Magnusdottir ed ebbe diversi figli tra cui: Valdemaro, Eric e Magnus.
Il regno di Eric Menved è un periodo centrale dell'"Età della decadenza" in Danimarca (1241-1340). L'inizio del suo regno – durante il quale venne guidato dalla madre e dai suoi parenti tedeschi - fu afflitto da rivolte e guerre che seguirono l'omicidio di suo padre. I fuorilegge che vennero condannati per il regicidio, depredarono le coste danesi in alleanza con il re di Norvegia. Allo stesso tempo un nuovo conflitto ecclesiastico apparve per causa dell'ambizioso arcivescovo Jens Grand, che cercò di creare una chiesa quasi indipendente e sostenne i fuorilegge, dei quali molti erano suoi parenti. Il giovane re fece arrestare l'arcivescovo nel 1294 e lo tenne in una dura detenzione, dalla quale riuscì a sfuggire due anni dopo. Il conflitto finì davanti alla corte papale a Roma nel 1302, con una vittoria de facto del re – in effetti dovette pagare una grossa multa per l'arresto di un arcivescovo, ma Jens Grand venne rimosso dal suo incarico in Danimarca. Anche il conflitto norvegese finì con un compromesso che nel suo complesso soddisfece il governo danese. Eric mantenne quindi un forte potere reale basato su magnati leali e alleati tedeschi.
Dopo questi relativi successi, comunque, il re diede il via a una politica espansionistica su vasta scala nel nord della Germania, probabilmente con l'intenzione di ripercorrere le orme di Valdemaro II. Attraverso alleanze con i principi tedeschi, tra cui il Duca di Meclemburgo, egli riuscì a diventare il signore formale di molte città anseatiche e vassalli, combattendo il Brandeburgo e alcuni stati minori. Apparentemente riuscì a far tornare la Danimarca a essere una grande potenza scandinava. Eric intervenne anche in Svezia, allo scopo di appoggiare il re suo cognato, contro l'opposizione. 
Le lunghe guerre, comunque, prosciugarono le risorse economiche danesi e il lusso e la stravaganza del re (di cui un dispendioso banchetto a Rostock nel 1311 fu l'apice) divennero un ulteriore stress per le finanze. La sua politica di guerra andò incontro ad un'aspra opposizione sia tra i contadini che tra i magnati e provocò una pericolosa rivolta nello Jutland nel 1313, che dovette essere repressa con l'aiuto militare tedesco. Le sue crescenti difficoltà lo costrinsero ad iniziare a ipotecare grandi parti della monarchia, principalmente a principi e condottieri tedeschi; un fatto che ostacolò gravemente la sua libertà d'azione. Quando morì nel 1319, essendo sopravvissuto a tutti e 15 i suoi figli, la Danimarca era un regno in uno stato di decadenza, dietro le sembianze di una grande potenza.
Tradizionalmente, il regno di Eric VI è stato considerato come uno dei pochi momenti luminosi dell'epoca, per via dei suoi tentativi di far riprendere la Danimarca, e venne salutato nella letteratura romantica danese. Vista oggi, comunque, la sua politica di guerra condivide la responsabilità per la dissoluzione della monarchia che seguì durante la generazione successiva.
Il soprannome di Re Eric è stato molto discusso. Una spiegazione popolare è che sia un'abbreviazione del suo presunto giuramento preferito ("ved alle hellige mænd" – in italiano: per tutti i santi uomini). Un'altra spiegazione e che derivi dall'antico danese "menvett" (In italiano: uccello del malaugurio).

## Ascendenza
|                                        |                                         |                                       | Genitori                                      |  |  | Nonni |  |  | Bisnonni                      |  |  | Trisnonni                    |  |
|                                        |                                         |                                       |                                               |  |  |       |  |  | Valdemaro II, re di Danimarca |  |  | Valdemaro I, re di Danimarca |  |
|                                        |                                         |                                       |                                               |  |  |       |  |  | Valdemaro II, re di Danimarca |  |  | Valdemaro I, re di Danimarca |  |
|                                        |                                         | Sofia di Minsk                        |                                               |  |  |       |  |  | Valdemaro II, re di Danimarca |  |  |                              |  |
| Cristoforo I, re di Danimarca          |                                         |                                       |                                               |  |  |       |  |  | Valdemaro II, re di Danimarca |  |  |                              |  |
|                                        |                                         | Berengaria del Portogallo             | Sancho I, re del Portogallo                   |  |  |       |  |  |                               |  |  |                              |  |
|                                        |                                         | Berengaria del Portogallo             | Sancho I, re del Portogallo                   |  |  |       |  |  |                               |  |  |                              |  |
|                                        |                                         | Berengaria del Portogallo             | Dolce di Barcellona                           |  |  |       |  |  |                               |  |  |                              |  |
| Eric V, re di Danimarca                |                                         | Berengaria del Portogallo             |                                               |  |  |       |  |  |                               |  |  |                              |  |
|                                        |                                         | Sambor II, V duca di Pomerania        | Mestwin I, III duca di Pomerania              |  |  |       |  |  |                               |  |  |                              |  |
|                                        |                                         | Sambor II, V duca di Pomerania        | Mestwin I, III duca di Pomerania              |  |  |       |  |  |                               |  |  |                              |  |
|                                        |                                         | Sambor II, V duca di Pomerania        | Swinisława di Polonia                         |  |  |       |  |  |                               |  |  |                              |  |
| Margherita di Pomerania                |                                         | Sambor II, V duca di Pomerania        |                                               |  |  |       |  |  |                               |  |  |                              |  |
|                                        |                                         | Matilda di Meclemburgo                | Enrico Borwin II, III principe di Meclemburgo |  |  |       |  |  |                               |  |  |                              |  |
|                                        |                                         | Matilda di Meclemburgo                | Enrico Borwin II, III principe di Meclemburgo |  |  |       |  |  |                               |  |  |                              |  |
|                                        |                                         | Matilda di Meclemburgo                | Cristina                                      |  |  |       |  |  |                               |  |  |                              |  |
| Eric VI, re di Danimarca               |                                         | Matilda di Meclemburgo                |                                               |  |  |       |  |  |                               |  |  |                              |  |
|                                        | Alberto II, IV margravio di Brandeburgo | Ottone I, II margravio di Brandeburgo |                                               |  |  |       |  |  |                               |  |  |                              |  |
|                                        | Alberto II, IV margravio di Brandeburgo | Ottone I, II margravio di Brandeburgo |                                               |  |  |       |  |  |                               |  |  |                              |  |
|                                        | Alberto II, IV margravio di Brandeburgo | Adele d'Olanda                        |                                               |  |  |       |  |  |                               |  |  |                              |  |
| Giovanni I, V margravio di Brandeburgo | Alberto II, IV margravio di Brandeburgo |                                       |                                               |  |  |       |  |  |                               |  |  |                              |  |
|                                        |                                         | Matilde di Lusazia                    | Corrado II, XXI margravio di Lusazia          |  |  |       |  |  |                               |  |  |                              |  |
|                                        |                                         | Matilde di Lusazia                    | Corrado II, XXI margravio di Lusazia          |  |  |       |  |  |                               |  |  |                              |  |
|                                        |                                         | Matilde di Lusazia                    | Elisabetta di Polonia                         |  |  |       |  |  |                               |  |  |                              |  |
| Agnese di Brandeburgo                  |                                         | Matilde di Lusazia                    |                                               |  |  |       |  |  |                               |  |  |                              |  |
|                                        |                                         | Alberto I, XIX duca di Sassonia       | Bernardo, XVIII duca di Sassonia              |  |  |       |  |  |                               |  |  |                              |  |
|                                        |                                         | Alberto I, XIX duca di Sassonia       | Bernardo, XVIII duca di Sassonia              |  |  |       |  |  |                               |  |  |                              |  |
|                                        |                                         | Alberto I, XIX duca di Sassonia       | Brigitta di Danimarca                         |  |  |       |  |  |                               |  |  |                              |  |
| Brigitta di Sassonia                   |                                         | Alberto I, XIX duca di Sassonia       |                                               |  |  |       |  |  |                               |  |  |                              |  |
|                                        |                                         | Agnese                                | …                                             |  |  |       |  |  |                               |  |  |                              |  |
|                                        |                                         | Agnese                                | …                                             |  |  |       |  |  |                               |  |  |                              |  |
|                                        |                                         | Agnese                                | …                                             |  |  |       |  |  |                               |  |  |                              |  |
|                                        |                                         | Agnese                                |                                               |  |  |       |  |  |                               |  |  |                              |  |